# Comuna Merva, Horohiv
Merva (în ucraineană Мерва) este o comună în raionul Horohiv, regiunea Volînia, Ucraina, formată din satele Burkaci, Dîkovînî, Kutriv și Merva (reședința).

## Demografie
Componența lingvistică a satului Merva
     Ucraineană (99,38%)
     Alte limbi (0,57%)
Conform recensământului din 2001, majoritatea populației satului Merva era vorbitoare de ucraineană (99,38%), existând în minoritate și vorbitori de alte limbi.